# Lê Văn Thiện
Lê Văn Thiện (1928–2009) là một nhạc công, kỹ sư hòa âm người Việt Nam, thành danh từ trước 1975 ở miền Nam Việt Nam.

## Sự nghiệp
Lê Văn Thiện sinh năm 1928 tại Sài Gòn trong một gia đình yêu thích âm nhạc và thể thao.
Năm 1942, ông được nhạc sĩ Võ Đức Tuyết dạy hàm thụ dương cầm. Hai năm sau, ông được Trần Văn Lý dạy contrebasse, dương cầm. Từ năm 1950, ông đã được mời trình diễn tại nhiều phòng trà, ca nhạc tại Sài Gòn, tiêu biểu nhất là vũ trường Đại Nam, nơi ông chơi dương cầm chung với Đan Thọ (saxophone) và Huỳnh Anh (trống). Ngoài ra, ông còn có mặt trong ban hợp ca Thăng Long.
Năm 1960, ông bắt đầu được mời hoà âm cho băng Shotguns của nhạc sĩ Ngọc Chánh, rồi sau đó là các hãng dĩa Asia - Sóng Nhạc, Việt Nam, Continental. Hầu như băng nhạc nổi tiếng trước 1975 như Trường Sơn, Diễm Ca, Nhã Ca, Họa Mi, Sơn Ca,... đều có mời ông hoà âm. Thời gian này ông còn nhận hòa âm trong chương trình Tiếng Tơ Đồng của Hoàng Trọng trên truyền hình. Công việc cuối cùng trước sự kiện 30 tháng 4 năm 1975 của ông là điều khiển dàn nhạc vũ trường Queen Bee của Ngọc Chánh.
Sau 30 tháng 4 năm 1975, ông lại làm trưởng ban nhạc đoàn cải lương Kim Cương một thời gian dài. Năm 1982, ông được nữ ca sĩ Thanh Thúy bảo lãnh sang Mỹ. Tại đây ông tiếp tục sự nghiệp hoà âm, cộng tác với nhiều trung tâm phát hành băng dĩa lớn lúc đó như Làng Văn, Giáng Ngọc, Diễm Xưa,...
Ông qua đời vào hồi 7g15 ngày 1 tháng 11 năm 2009 (giờ California) tại Garden Grove, California, Hoa Kỳ.

## Đời tư

Diễn viên Thúy Ngọc

Ông kết hôn với diễn viên Thúy Ngọc (Marie Paul) - nữ tài tử trong phim Trần Thị Diễm Châu. Ngày 15 tháng 9 năm 1971, bà là nạn nhân tử vong trong vụ đánh bom tại phòng trà Tự Do, quận Nhứt, Sài Gòn bởi các thành phần đối lập chính trị.

## Nhầm Lẫn
Bài Đường tình đôi ngả bị nhầm lẫn tác giả Lê Văn Thiện nhưng thực tế bài này tác giả là nhạc sĩ Ngân Giang